# King Cobra
King Cobra é um filme de drama estadunidense de 2016 dirigido por Justin Kelly, baseado na biografia de Brent Corrigan, Cobra Killer: Gay Porn, Murder, and the Manhunt to Bring the Killers to Justice, escrita por Andrew E. Stoner e Peter A. Conway. Estrelado por Garrett Clayton e Christian Slater, estreou no Festival de Cinema de Tribeca em 16 de abril de 2016.

## Sinopse
O filme centra-se no assassinato em 2007 do produtor de pornografia gay Bryan Kocis (nomeado como "Stephen", interpretado por Christian Slater), que trabalha da sua casa no subúrbio. Stephen transforma Brent, um aspirante a intérprete adulto menor de idade, em um pornstar gay. Brent decide sair após descobrir o quanto Stephen está ganhando, lhe pagando pouco, no entanto descobre que seu contrato o impede de trabalhar para qualquer outra pessoa. Os produtores rivais Joe (James Franco) e seu amante Harlow (Keegan Allen), interessados em contratar Brent e ganhar muito dinheiro, decidem que precisam "tomar conta de" Stephen.

## Elenco
- Garrett Clayton - Sean Paul Lockhart/Brent Corrigan
- Christian Slater - Stephen Kocis
- Keegan Allen - Harlow Cuadra
- James Franco - Joseph "Joe" Kerekes-
- Alicia Silverstone - Janette Lockhart
- Molly Ringwald - Amy Kocis
- Spencer Lofranco - Mikey
- Sean Grandillo - Caleb
- Solenn Heussaff - Tehmina Kaoosji
- Jinri Park - Yoon Kim
- Sheree Bautista - Day Waitress
- Janice Hung - Nina Cuadra